# 高知県道329号秋丸佐賀線
高知県道329号秋丸佐賀線（こうちけんどう329ごう あきまるさがせん）は、高知県高岡郡四万十町から幡多郡黒潮町に至る一般県道である。

## 概要
高岡郡四万十町秋丸から幡多郡黒潮町荷稲（かいな）に至る。

### 路線データ
- 起点：高岡郡四万十町秋丸（国道381号交点）
- 終点：幡多郡黒潮町荷稲（国道56号交点）

## 路線状況

### 道路施設

#### 橋梁
- 野地橋（四万十川、高岡郡四万十町）

## 地理

### 通過する自治体
- 高知県
  - 高岡郡四万十町 - 幡多郡黒潮町

### 交差する道路
| 交差する道路 | 市町村名 | 市町村名 | 交差する場所   | 交差する場所 |
| ------------ | -------- | -------- | -------------- | ------------ |
| 国道381号    | 高岡郡   | 四万十町 | 秋丸           | 起点         |
| 国道56号     | 幡多郡   | 黒潮町   | 荷稲（かいな） | 終点         |

### 交差する鉄道
- 土佐くろしお鉄道中村線
- 予土線

### 沿線
- JR四国予土線 家地川駅
- 宿土佐くろしお鉄道中村線 荷稲駅